# Hanavští
Hanavští neboli knížata z Hanau byla morganatická linie hesensko-kasselského panovnického rodu. 1831 hraběcí titul (s predikátem von Schaumburg) s predikátem Osvícenost (Erlaucht), 1853 hesensko-kasselský knížecí stav (s predikátem von Hanau), 1855 uznání knížecího stavu v Rakousku (s predikátem von Hanau und zu Horzowitz), 1862 hesenská konfirmace tohoto kroku a udělení predikátu Jasnost (Durchlaucht) pro všechny členy rodu spolu se stanovením zásady rovnorodého sňatku, 1877 rakouské potvrzení predikátu Jasnost (Durchlaucht), 1887 uznání titulu  hrabat von Schaumburg v Bavorsku, 1930 resp. 1931 povoleno bavorskými soudy Friedrichu Wilhelmovi hraběti von Schaumburg a jeho potomkům užívat jména kníže (princ) von Hanau.

## Původ rodu

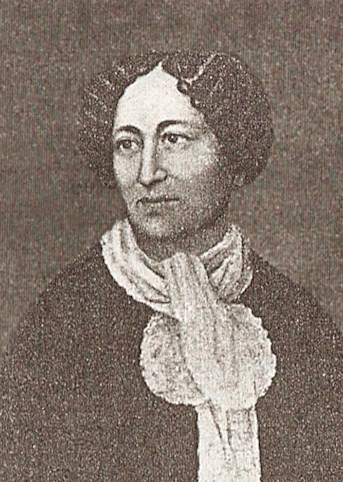
Gertrude kněžna z Hanau

Knížata z Hanau pocházejí z nerovnorodého sňatku hesenského kurfiřta Fridricha Viléma I. (1802–1875) s Gertrudou rozenou Falkensteinovou (1803–1882). Svazek byl ve své době společenskou senzací, protože Gertruda nejen nepocházela ze šlechtické rodiny, ale byla i rozvedená (jejím prvním manželem byl pruský hulánský poručík Karl Lehmann). V Hesensku však krok Fridricha Viléma takovou pozornost nevzbudil. O poměru se jednak vědělo, jednak ke stejnému kroku přistoupil i princův otec kurfiřt Vilém II. (vládl 1821–1847), který se svou milenkou a později druhou manželkou Emilií Ortlöppovou (1791–1843) zplodil řadu dětí – pozdějších hrabat von Reichenbach-Lessonitz.
Fridrich Vilém se Gertrudou oženil okamžitě, jak to bylo možné – krátce nato, co byl jmenován spoluvladařem svého otce (1831). Hned po  sňatku upravil postavení své ženy u dvora. Povýšil ji na hraběnku von Schaumburg s predikátem Osvícenost (Erlaucht) a udělil jí erb starobylé říšské rodiny hrabat von Holstein-Schauenburg, jež vymřela v 15. století.

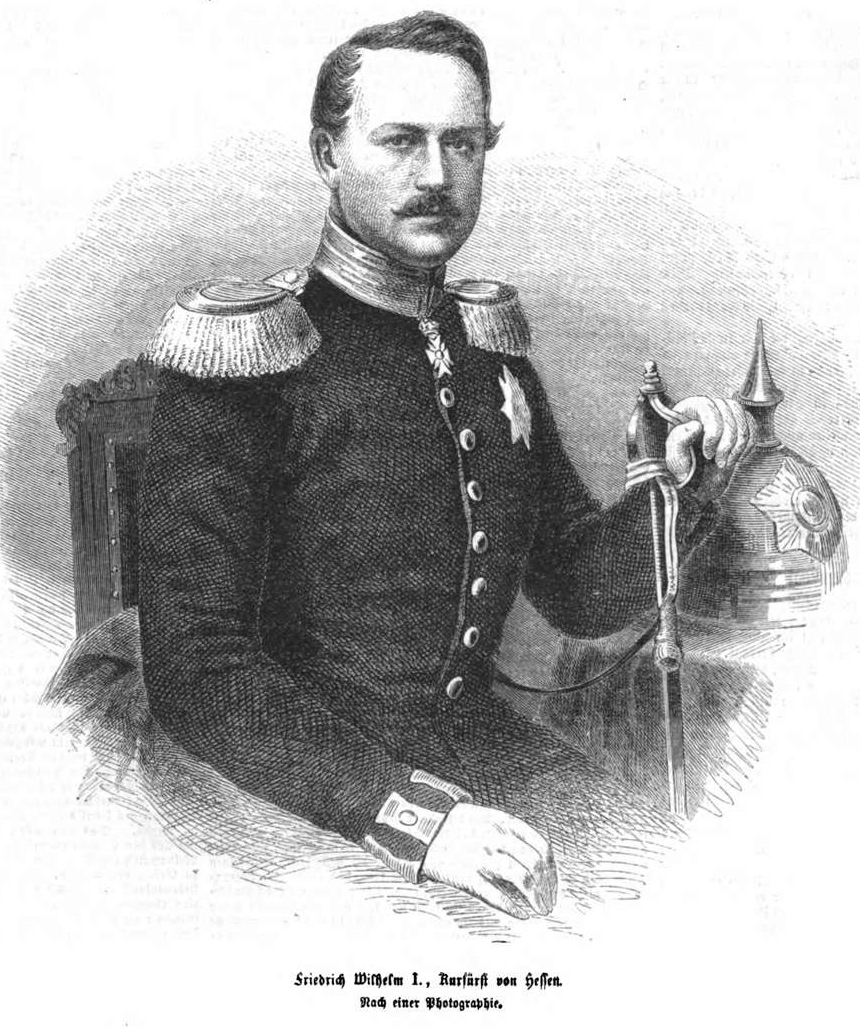
Hesensko–kasselský kurfiřt Fridrich Vilém I.

Nedlouho po svém nástupu na kurfiřtský trůn (1847) pak využil svého práva suverénního vladaře a roku 1853 udělil Gertrudě a svým dětem titul hanavských knížat (von Hanau). Jeho udělení bylo jakýmsi „historickým políčkem“ kurfiřtovým příbuzným v Hesensko-Darmstadtsku. Spor o Hanavsko sahal až hluboko do 18. století. Tehdy – roku 1736 – zde vymřela domácí dynastie hrabat von Hanau-Lichtenberg. Nároky Hesensko-Kasselska a Hesensko-Darmstadtska na toto území vedly k tzv. válce o hanavské dědictví, která skončila kompromisním rozdělením sporného území a nezapomenutelným pocitem křivdy v obou rodech. Svým krokem tedy kurfiřt „demonstroval“ svůj historický nárok na toto území.

## Přesídlení do Čech
Fridrich Vilém byl velmi konzervativní panovník. Již krátce po svém jmenování spoluvladařem zahájil ostré tažení proti parlamentu a ústavě (1832) a v této politice pokračoval i po nástupu na trůn. Revoluce roku 1848 znamenala pouze dočasný konec konzervativního kurzu. Roku 1850 obnovil Fridrich Vilém svou osobní vládu a o dva roky později odstranil s pomocí rakouské a bavorské armády ústavní režim úplně. Teprve po krachu neoabsolutismu rakouského císaře Františka Josefa přistoupil k vydání vlastní oktrojované ústavy (1860), která ovšem nebyla žádnou demokratickou konstitucí, ale dokumentem zajišťujícím především pravomoci panovníka. Situace v zemi se začala rychle radikalizovat a vnitropolitická nestabilita umožnila zákrok Pruska, které toužilo po ovládnutí této strategicky významné části německého prostoru. Panovník byl přinucen ustoupit a v kurfiřtství byl obnoven právní stav z roku 1831. Fridrich Vilém byl postupem Berlína velmi pobouřen a nepřekvapí proto, že ve válce roku 1866 stál na straně rakouského císaře. Události se však nevyvíjely podle jeho představ. Země byla obsazena Prusy, on sám zajat a uvězněn ve Štětíně. Pražským mírem (1866) se pak Hesensko-Kasselské kurfiřtství stalo součástí Pruska. Jeho bývalý panovník byl propuštěn teprve o rok později, když uzavřel s pruským králem Vilémem I. dohodu a zbavil své někdejší poddané slibu věrnosti. Od té doby žil většinou v Praze nebo na zámku v Hořovicích. Se ztrátou trůnu se však nikdy nesmířil a z exilu ostře Prusko napadal. Na jeho útoky Berlín reagoval konfiskací jeho hesenského majetku, jenž byl spolu s titulem „královská Výsost“ postoupen kurfiřtovu příbuznému hesenskému lankraběti Friedrichu Wilhelmovi (1820–1884).

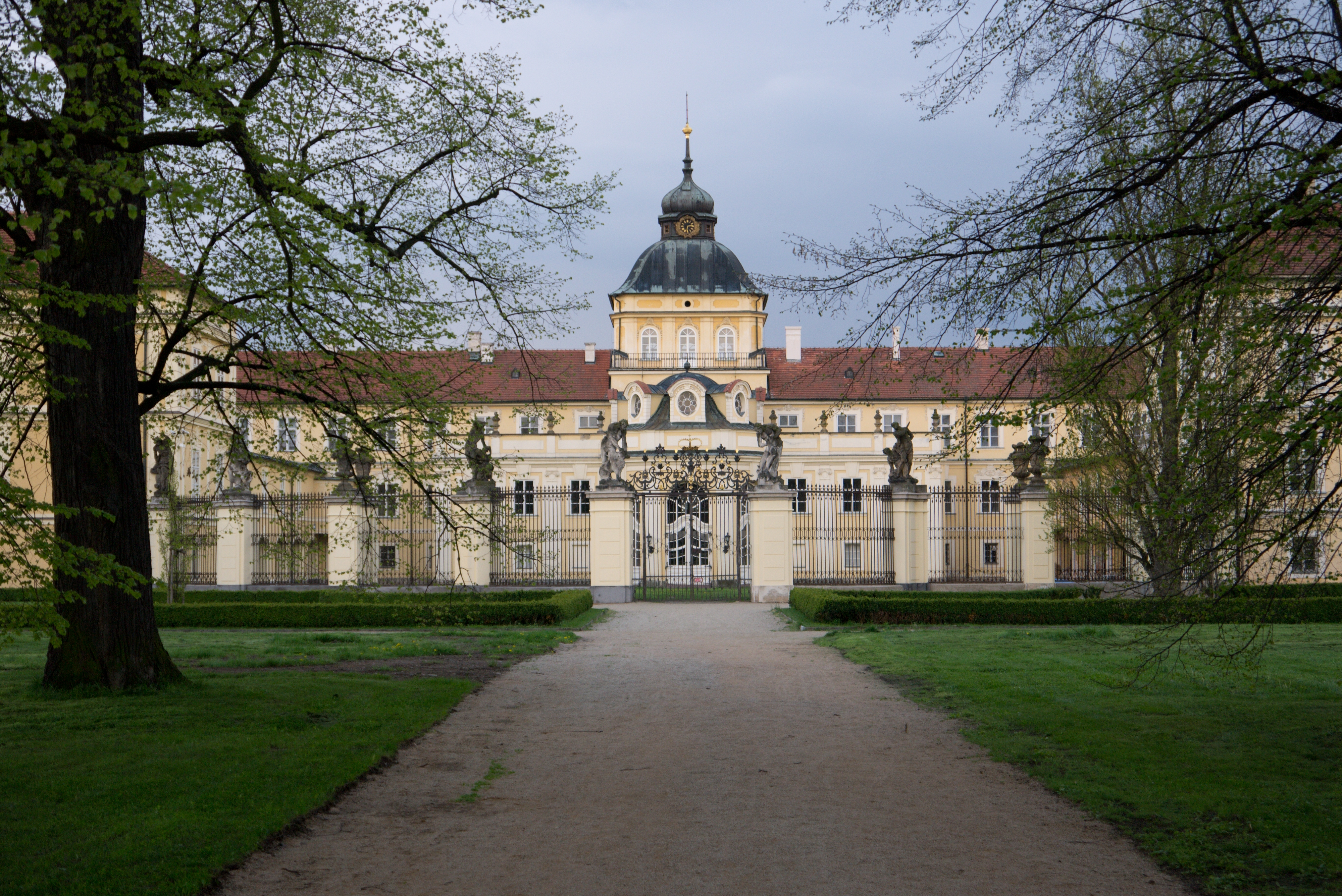
Zámek Hořovice

Již v den svého sňatku si kurfiřt nepochybně uvědomoval, že jeho děti s největší pravděpodobností nikdy neusednou na hesensko-kasselský trůn. Snažil se je proto majetkově zajistit. Roku 1852 koupil od Eugena Dominika hraběte z Vrbna česká panství Hořovice, Jince a Komárov, ze kterých vytvořil rodový fideikomis. Pro budoucnost rodu v habsburské monarchii bylo důležité i rakouské potvrzení knížecího stavu, jež bylo jeho ženě a potomkům uděleno spolu s novým predikátem z Hanau a Hořovic (von Hanau und zu Horzowitz) roku 1855. Postavení urozené rodiny muselo ovšem odpovídat i reprezentativní sídlo. V letech 1856–1868 proto hořovický zámek prošel radikální přestavbou podle kurfiřtových představ. Autorem projektu byl hesenský dvorní architekt Gottlob Engelhardt. Během úprav byl zámek rozšířen a upraven k pohodlnému obývání. Zámecká kaple byla přemístěna a na jejím původním místě vznikl reprezentativní sál, který dnes nese jméno slavného houslisty Jana Slavíka. Fridrich Vilém, který před rokem 1866 na zámek zajížděl pouze sporadicky, pobýval i po vyhnání ze své země většinou v Praze. Zámek se však stal oblíbeným sídlem jeho potomků knížat z Hanau, kteří zde později provedli řadu dalších změn.

## Zřízení fideikomisu
Fridrich Vilém na jedné straně usiloval o zajištění vysoké prestiže svých potomků, na straně druhé budoucnost rodiny závažným způsobem ohrozil. Řád císařského dvora ve Vídni byl velmi přísný a přístup k některým úřadům byl vyhrazen pouze nejvyšším šlechtě – té, která měla několik generací šlechtických předků (a to jak ze strany otcovy, tak matčiny). Snad proto kurfiřt uzákonil, že pouze ten, kdo se ožení podle svého stavu (přinejmenším s hraběnkou), může nosit titul knížete (hlava rodu) resp. prince (ostatní členové) z Hanau, v opačném případě bude hrabětem ze Schaumburgu (von Schaumburg) bez nároku na rodový majetek. Tím ovšem bezděky málem způsobil vymření knížecí větve rodu již v první generaci.
Rodinným zákonem byl postižen hned nejstarší syn kurfiřta, princ Friedrich Wilhelm (1832–1889), který se roku 1856 v Anglii morganaticky oženil s Augustou (1837–1862), dcerou herce dvorního divadla v Kasselu Carla Birnbauma, a vyvolal rodinný skandál. I když se s ní později rozvedl, ani hrozba vyobcování z rodiny jej nepřinutila ke sňatku podle otcových představ. Jeho druhou manželkou se tak stala dcera luteránského pastora Ludovika Gloede, matka jeho jediného syna Friedricha Augusta (1864–1940). Friedrich Wilhelm se tak vyloučil z následnictví a dědictví hořovického fideikomisu a odešel do Bavorska, kde mu byl potvrzen titul hraběte von Schaumburg (1887).

## Poslední léta Rakousko-Uherska

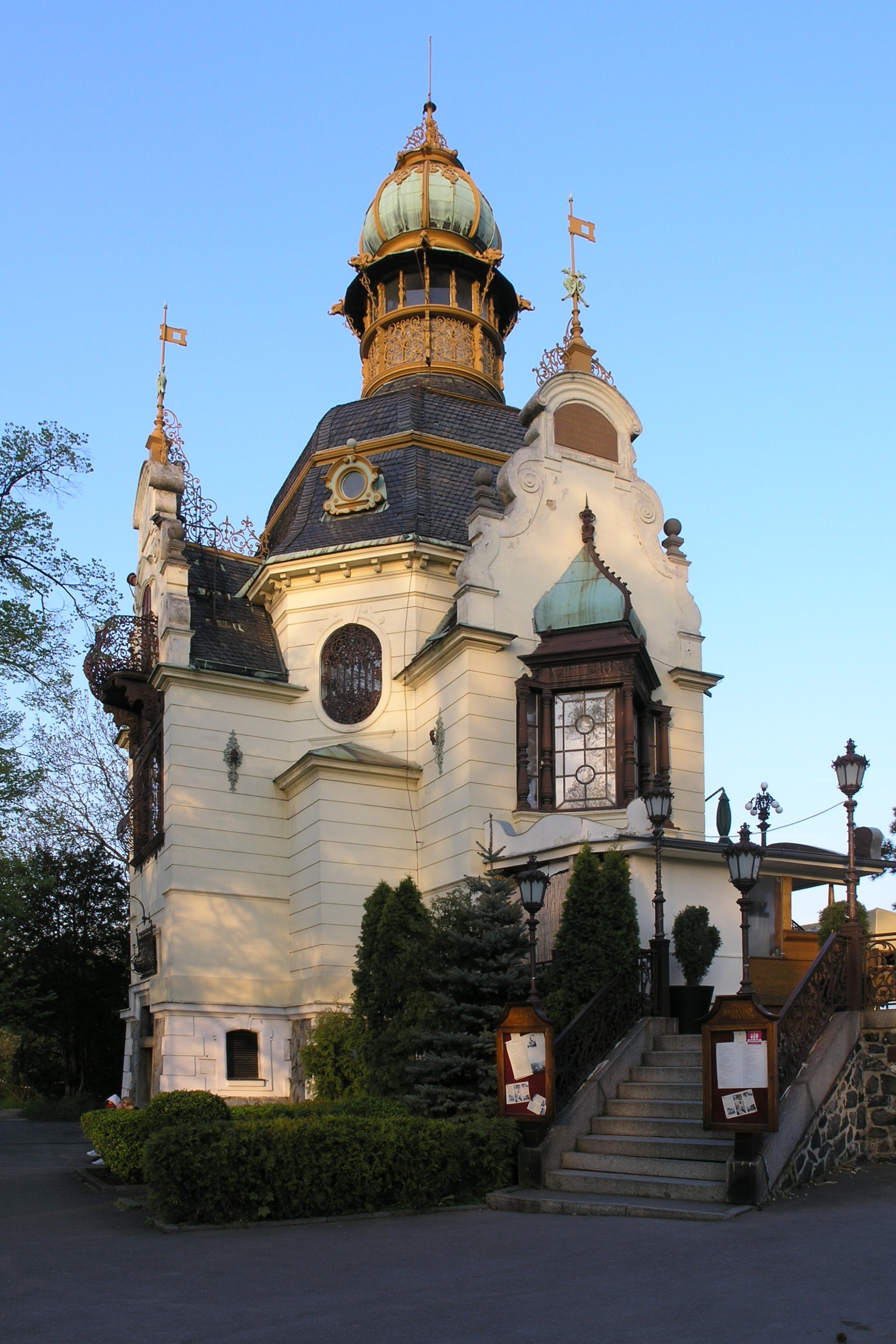
Hanavský pavilon v Praze na Letné

Prvním knížetem z Hanau se stal druhorozený Moritz (1834–1889). Nikdy se ale neoženil a titul zdědil třetí syn Wilhelm (1836–1902), který byl sice ženat dvakrát, děti však neměl. Za něj došlo v letech 1889–1896 k posledním významným úpravám hořovického zámku v duchu novobaroka a novoklasicismu – mj. prostoru zámecké kaple. Pro pražskou Jubilejní výstavu roku 1891 pak nechal ve svých komárovských železárnách podle projektu vídeňského architekta Karla von Hasenauer vyrobit Hanavský pavilon, který dodnes zdobí Letenské sady.
V držení knížecího titulu pokračovali jeho bratři Karl (1840–1905) a Heinrich (1842–1917), jediný kurfiřtův syn, který přestoupil od luteránství ke katolické víře. Ale také on porušil otcovo nařízení, když se necelý měsíc před svou smrtí oženil s neurozenou Martou Riegelovou. Oba však byli bezdětní. Hanavské statky osiřely, protože de iure nebyl nikdo, kdo by po čtvrtém knížeti mohl dědit. Také nejmladší z bratrů Philipp (1844–1914) totiž uzavřel nerovný sňatek a dědictví se na jeho potomky nevztahovalo.
Když proto roku 1917 kníže Heinrich zemřel, byl hanavský majetek zestátněn a v hořovické rezidenci byl umístěn zajatecký tábor. Po vzniku Československa zámek převzala politická správa a roku 1919 sem umístila učitelský ústav.

## V Československé republice
Pád Rakousko-Uherska ale neznamenal jen konec monarchie, ale také zrušení fideikomisů (1924). Tento nový stav byl příznivý i pro morganatické linie hanavského rodu. Hrabě Heinrich (1900–1971), vnuk kurfiřtova nejstaršího syna Friedricha Wilhelma, se proto krátce po převratu přihlásil o své dědictví a po dlouhém soudním sporu mu byl roku 1921 rozhodnutím československého soudu rodový majetek vrácen. O devět let později mu bavorský soud přiznal i právo na jméno von Hanau a Heinrich se stal pátým knížetem. Po matce, uherské šlechtičně hraběnce Hildegardě Almássy de Zsádany et Török-Szent-Miklos, byl katolíkem a založil novou knížecí linii. Oženil se (1921) s Marií Theresií (1899–1994), dcerou Karla knížete Fuggera von Babenhausen, se kterou měl tři syny a dceru. Krátce po sňatku nechal pro svou rodinu modernizovat podle projektu mnichovských architektů Emila Haflinga a Ernsta Haigera interiéry hořovického zámku. Tehdy vznikla novoklasicistní podoba Slavíkova sálu, pozoruhodná oválná knihovna a výzdoba jižní části zámku. Severní polovina budovy však nadále zůstávala v nuceném pronájmu a sloužila veřejným účelům a bydlení. Přepychový zámek byl bohužel roku 1945 vydrancován Rudou armádou a část inventáře rozkradena nebo zničena. Krátce nato byly všechny české statky knížete zabaveny a Heinrich se natrvalo přestěhoval do Německa, kde rod žije dodnes.